# Japanoparvus okai
Japanoparvus okai är en mångfotingart som beskrevs av Shear, Tanabe och Tsurudaki 1997. Japanoparvus okai ingår i släktet Japanoparvus och familjen Hoffmaneumatidae. Inga underarter finns listade i Catalogue of Life.